# Luke Short (écrivain)
Pour les articles homonymes, voir Luke Short.
Luke Short, né Frederick Dilley Glidden le 15 novembre 1908 à Kewanee en Illinois et mort le 18 août 1975  à Aspen au Colorado, est un écrivain américain, auteur de westerns portés plusieurs fois à l’écran.

## Œuvres
- The Feud at Single Shot, 1935
- The Branded Man, 1936
- The Man on the Blue, 1936
- Marauders' Moon, 1937
- King Colt, 1937
- Brand of Empire, 1937
- Bold Rider, 1938
- Savage Range, 1938
- Raiders of the Rimrock, 1938
- Hard Money, 1938
- Bounty Guns, 1939
- War on the Cimarron, 1939
- Dead Freight for Piute, 1939 - La Descente tragique (film), 1948
- Bought with a Gun, 1940
- Barren Land Showdown, 1940
- Raw Land, 1940
- Gunman's Chance, 1941 — Ciel rouge (film), 1948
- Hardcase, 1941
- Ride the Man Down, 1942 - Capturez cet homme ! (en) (Ride the Man Down), 1952
- Sunset Graze, 1942
- And the Wind Blows Free, 1943
- Ramrod, 1943 — Femme de feu (film), 1947
- Coroner Creek, 1945 — Ton heure a sonné (film), 1948
- Fiddlefoot, 1946
- Station West, 1946 — La Cité de la peur (film), 1948
- High Vermilion, 1947
- Vengeance Valley, 1949 — La Vallée de la vengeance (film), 1951
- Ambush, 1948 — Embuscade (film), 1950
- Play a Lone Hand, 1950
- Trumpets West!, 1951
- Saddle by Starlight, 1952
- Silver Rock, 1953 - Hell's Outpost (film), 1954
- Rimrock, 1955
- The Whip, 1956
- Summer of the Smoke, 1958
- First Claim, 1960
- Desert Crossing, 1961
- Last Hunt, 1962
- The Some-Day Country, 1963
- First Campaign, 1965
- Paper Sheriff, 1965
- The Primrose Try, 1966
- Debt of Honor, 1967
- The Guns of Hanging Lake, 1968
- Donovan's Gun, 1968
- The Deserters, 1969
- Three for the Money, 1970
- Man from the Desert, 1971
- The Outrider, 1972
- The Stalkers, 1973
- The Man from Two Rivers, 1974
- Trouble Country, 1976

### Œuvres traduites en français
- Luke Short (trad. de l'anglais par Arthur Lochmann, postface Bertrand Tavernier), Ciel rouge [« Gunman's Chance »], Arles, Actes Sud, coll. « L'Ouest, le vrai », novembre 2016 (1re éd. 1941), 250 p., 14,5 × 24 cm, couverture couleur, broché (ISBN 978-2-330-06911-7, présentation en ligne)
- Luke Short (trad. de l'anglais par Arthur Lochmann, postface Bertrand Tavernier), Femme de feu [« Ramrod »], Arles, Actes Sud, coll. « L'Ouest, le vrai », novembre 2017 (1re éd. 1943), 274 p., 14,5 × 24 cm, couverture couleur, broché (ISBN 978-2-330-08684-8, présentation en ligne)